# Pitanga
Pitanga è un comune del Brasile nello Stato del Paraná, parte della mesoregione del Centro-Sul Paranaense e della microregione di Pitanga. Si trova a 345 km dalla capitale dello Stato Curitiba.